# 巴里布五人組

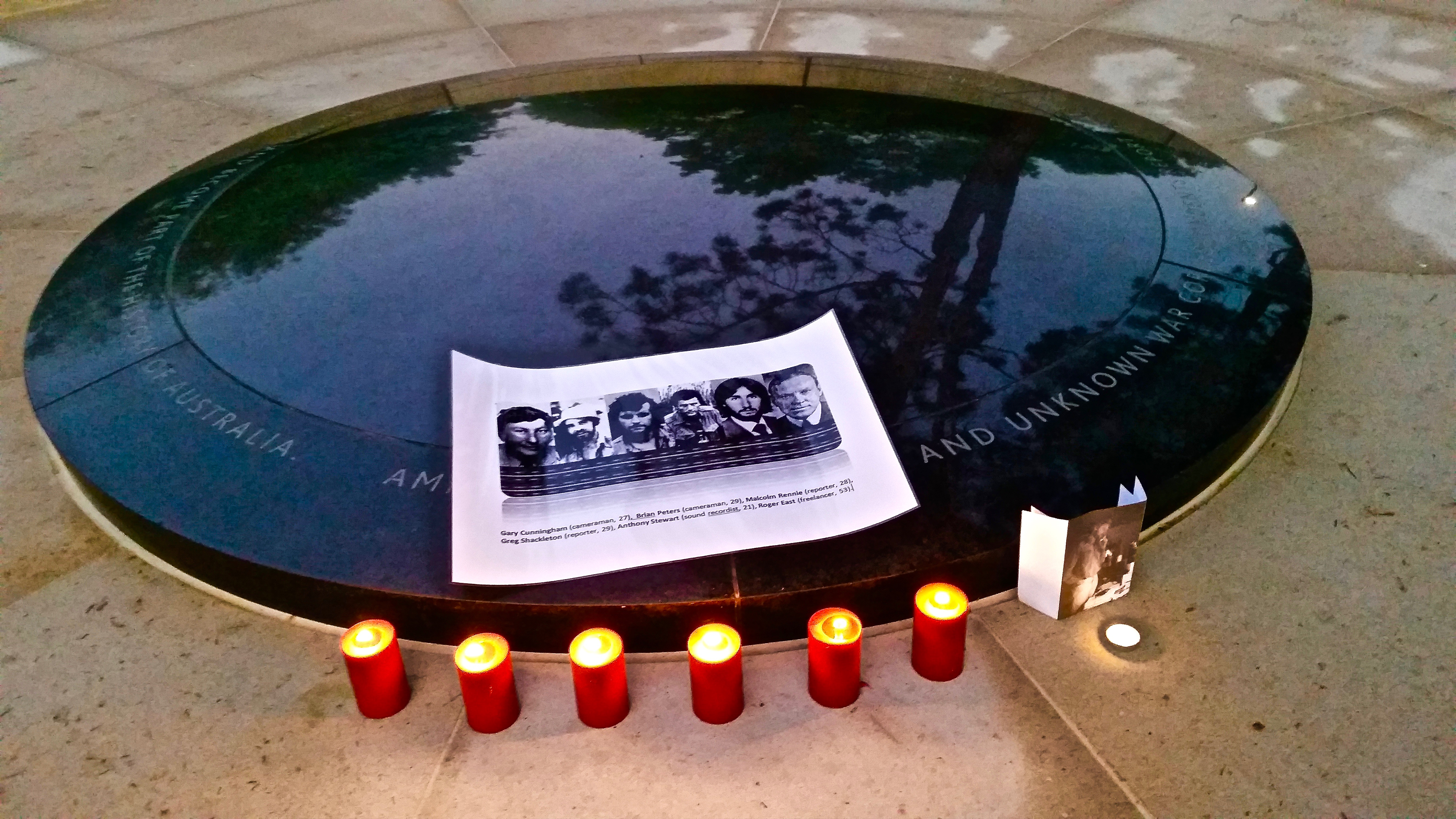
點燃蠟燭紀念巴里布五人組逝世40週年，照片攝於2015年

巴里布五人組是人們對一群来自澳大利亚電視台的5名记者的代稱，這些記者曾驻扎在葡屬帝汶巴里布。1975年10月16日，這些記者被杀害，當時正值印度尼西亞入侵東帝汶前夕。  5名記者被殺後，又有一名名為罗杰·伊斯特的記者前往巴里布调查這五人死亡原因，結果罗杰·伊斯特在帝力码头被印度尼西亞國民軍处决。
2007年，一名澳大利亚验尸官認定，這五人是被印尼特种部队士兵故意杀害的。 印尼官方的说法是，在交戰雙方爭奪巴里布期間，這些記者不幸遇難。 经济学人表示，為避免损害澳大利亞与印尼之間的关系，澳大利亚政府从未质疑过这种說法。 